# Temelucha undulata
Temelucha undulata är en stekelart som beskrevs av Dasch 1979. Temelucha undulata ingår i släktet Temelucha och familjen brokparasitsteklar. Inga underarter finns listade i Catalogue of Life.